# Haliclystus inabai
Haliclystus inabai is een neteldier uit de klasse Staurozoa en behoort tot de familie Haliclystidae. Haliclystus inabai werd in 1893 voor het eerst wetenschappelijk beschreven door Kishinouye.